# Liste der Baudenkmale in Goldenstedt
In der Liste der Baudenkmale in Goldenstedt sind alle Baudenkmale der niedersächsischen Gemeinde Goldenstedt mit den beiden Kernorten Goldenstedt und Lutten sowie der Bauernschaften Ambergen, Amerbusch, Arkeburg, Einen, Ellenstedt, Gastrup, Goldenstedt-Heide, Höven, Lahr, Osterende, Timpen, Varenesch und Westerlutten aufgelistet. Die Quelle der Baudenkmale ist der Denkmalatlas Niedersachsen. Der Stand der Liste ist der 11. November 2024.

## Allgemein
In den Spalten befinden sich folgende Informationen:
- Lage: die Adresse des Baudenkmales und die geographischen Koordinaten. Kartenansicht, um Koordinaten zu setzen. In der Kartenansicht sind Baudenkmale ohne Koordinaten mit einem roten Marker dargestellt und können in der Karte gesetzt werden. Baudenkmale ohne Bild sind mit einem blauen Marker gekennzeichnet, Baudenkmale mit Bild mit einem grünen Marker.
- Bezeichnung: Bezeichnung des Baudenkmales
- Beschreibung: die Beschreibung des Baudenkmales. Unter § 3 Abs. 2 NDSchG werden Einzeldenkmale und unter § 3 Abs. 3 NDSchG Gruppen baulicher Anlagen und deren Bestandteile ausgewiesen.
- ID: die Objekt-ID des Baudenkmales
- Bild: ein Bild des Baudenkmales, ggf. zusätzlich mit einem Link zu weiteren Fotos des Baudenkmals im Medienarchiv Wikimedia Commons. Wenn man auf das Kamerasymbol klickt, können Fotos zu Baudenkmalen aus dieser Liste hochgeladen werden:

## Goldenstedt

### Gruppe: Martin-Luther-Kirche Goldenstedt
Die Gruppe „Martin-Luther-Kirche Goldenstedt“ besteht neben der Mitte des 19. Jahrhunderts errichteten Martin-Luther-Kirche aus dem Kirchhof bzw. Friedhof mit mehreren Grabmalen. Die Gruppe hat die ID 35650814.

| Lage                                     | Bezeichnung | Beschreibung | ID       | Bild           |
| ---------------------------------------- | ----------- | --- | -------- | -------------- |
| Hauptstraße 52° 47′ 3″ N, 8° 25′ 52″ O   | Kirche      | Die von Hero Diedrich Hillerns entworfene und 1847 bis 1850 als Backsteinsaalkirche errichtete Martin-Luther-Kirche Goldenstedt hat einen viergeschossigen eingebauten Fassadenturm gilt wegen der frühchristlich-romanischen Formensprache als besonderer Bau. | 35749571 | Weitere Bilder |
| Hauptstraße 1 52° 47′ 3″ N, 8° 25′ 51″ O | Friedhof    | Der die Martin-Luther-Kirche umgebene Kirchhof trägt zahlreiche Gräber des 19. Jahrhunderts. | 35749600 | BW             |
| Hauptstraße 1 52° 47′ 2″ N, 8° 25′ 52″ O | Grabstätte  | 1866 errichtete Grabstätte Bredemeyer | 35749471 | BW             |
| Hauptstraße 1 52° 47′ 3″ N, 8° 25′ 52″ O | Grabstätte  | 1857 errichtete Grabstätte Böning | 35749496 | BW             |
| Hauptstraße 1 52° 47′ 3″ N, 8° 25′ 50″ O | Grabstätte  | 1942 errichtete Grabstätte Rethwisch | 35749521 | BW             |
| Hauptstraße 1 52° 47′ 3″ N, 8° 25′ 53″ O | Grabstätte  | 1847 errichtete Grabstätte Westermeyer | 35749546 | BW             |

### Gruppe: Mühle Bredemeyers Hof
Die Gruppe „Mühle Bredemeyers Hof“ besteht wenigstens seit des 17. Jahrhunderts errichteten Mühle, die ursprünglich der Familie Bredemeyer gehörte und später im 19. Jahrhundert auf die Familie Essemüller übergegangen war. Die Gruppe hat die ID 35650829.

| Lage                                        | Bezeichnung | Beschreibung | ID       | Bild           |
| ------------------------------------------- | ----------- | --- | -------- | -------------- |
| Huntestraße 3a/3b 52° 47′ 5″ N, 8° 26′ 1″ O | Speicher    | 1722 errichtetes zweigeschossiges Fachwerkgebäude des Bredemeyers Hof mit einem im 19. Jahrhundert angebauten Backhaus jeweils unter einem Satteldach. | 35749675 | Weitere Bilder |
| Huntestraße 5 52° 47′ 5″ N, 8° 26′ 2″ O     | Mühle       | Die im Kern aus dem 17. Jahrhundert stammende Wassermühle des Bredemeyers Hof ist ein Fachwerkgebäude unter einem Satteldach. Am Gebäude befindet sich das Stauwerk des Goldenstedter Mühlenbachs. Vorgesetzt findet sich ein 1883 errichtetes Dampfkraftwerk. | 35749703 | Weitere Bilder |

### Einzeldenkmale
| Lage                                                 | Bezeichnung              | Beschreibung | ID       | Bild           |
| ---------------------------------------------------- | ------------------------ | --- | -------- | -------------- |
| Brunkhorststraße 16 A - D 52° 47′ 11″ N, 8° 26′ 6″ O | Krankenhaus              | Das von 1930 bis 1931 auf Veranlassung von Pfarrer Albers errichtete ein- bis zweigeschossige verputzte Gebäude (St.-Franziskus-Haus) aus zwei im rechten Winkel zusammenstehenden Objekten, die sowohl als Krankenhaus und als Altenheim genutzt und von den Franziskanerinnen von Salzkotten als Konvent betrieben wurden. Die Dächer sind gezogene Satteldächer (sog. Zollingerdächer). | 35750449 | BW             |
| Brunkhorststraße 52° 47′ 11″ N, 8° 26′ 1″ O          | Grabmal                  | 1871 angelegtes Grabmal Dierken: geschwungener Grabstein mit aufgepflanztem Kreuz | 35749425 | BW             |
| Hainbuchenkamp 2 52° 46′ 51″ N, 8° 24′ 45″ O         | Wohn-/Wirtschaftsgebäude | 1838 errichtetes Zweiständer-Hallenhaus aus Fachwerk mit Backstein und unter einem Satteldach. | 35749447 | BW             |
| Hauptstraße 17 52° 47′ 9″ N, 8° 25′ 49″ O            | Wohn-/Wirtschaftsgebäude | Vermutlich Ende des 18. Jahrhunderts errichtetes eingeschossiges Fachwerkgebäude („Haus Hollinden“) unter einem Schopfwalmdach mit eingeschossigem, verputztem Anbau von 1928 unter einem Mansarddach. | 35749626 | BW             |
| Hauptstraße 57 52° 47′ 23″ N, 8° 25′ 43″ O           | Wohn-/Wirtschaftsgebäude | 1610 errichtetes Vierständer-Hallenhaus unter einem Satteldach. | 35749651 | BW             |
| Kirchstraße 1 52° 47′ 8″ N, 8° 25′ 46″ O             | Kirche                   | Die heutige, von Heinrich Flügel 1908 bis 1910 errichtete Hallenkirche St. Gorgonius Goldenstedt im Stil des Historismus trat an die Stelle des als Simultankirche genutzten Vorgängerbaus. Einige Objekte der Innenausstattung des früheren Bauwerks wie z.B. die Pietà sind erhalten. | 35749731 | Weitere Bilder |
| Vechtaer Straße 20 52° 46′ 58″ N, 8° 25′ 20″ O       | Speicher                 | 1713 errichtetes zweigeschossiges Fachwerkgebäude unter einem Satteldach | 35749756 | BW             |

## Ambergen

### Gruppe: Bahnhof Goldenstedt
Die Gruppe „Bahnhof Goldenstedt“ besteht neben dem Empfangsgebäude an der 1898 eröffneten Bahnstrecke Delmenhorst–Hesepe noch aus dem Pflaster. Die Gruppe hat die ID 53384801.

| Lage                                          | Bezeichnung     | Beschreibung | ID       | Bild |
| --------------------------------------------- | --------------- | --- | -------- | ---- |
| Heiderosenweg 1/1a 52° 48′ 4″ N, 8° 23′ 41″ O | Empfangsgebäude | 1898 errichtetes zweigeschossiges verputztes Empfangsgebäude unter einem Schopfwalmdach mit einem Mittelrisalit.      | 35749052 |      |
| Heiderosenweg 1 52° 48′ 3″ N, 8° 23′ 41″ O    | Pflaster        | Die Straße von 150 Meter Länge wird noch von ihrem ursprünglichen Pflaster geprägt und wird heute zum Parken genutzt. | 35750575 | BW   |
| Heiderosenweg 52° 48′ 3″ N, 8° 23′ 41″ O      | Drehscheibe     | 1997 wurde die Beseitigung der Drehscheibe festgestellt und daher nicht weiter im Denkmalverzeichnis geführt.         | 35750347 | BW   |
| Heiderosenweg 52° 48′ 4″ N, 8° 23′ 39″ O      | Rampe           | Die historische Verladeeinrichtung wurde 1997 mangels Denkmalwerts nicht im Denkmalverzeichnis geführt.               | 35750370 | BW   |

### Einzeldenkmale
| Lage                                              | Bezeichnung              | Beschreibung | ID       | Bild |
| ------------------------------------------------- | ------------------------ | --- | -------- | ---- |
| Altonaer Straße 2 52° 48′ 5″ N, 8° 25′ 4″ O       | Wegekreuz                | 1917 errichtetes Betonkreuz mit Christi Darstellung in Sandstein auf einem Sandsteinsockel | 35748955 | BW   |
| Wildeshauser Straße 3 52° 48′ 5″ N, 8° 24′ 58″ O  | Wohn-/Wirtschaftsgebäude | 1881 errichtetes Vierständer-Hallenhaus unter einem Satteldach | 35749078 | BW   |
| Wildeshauser Straße 12 52° 47′ 54″ N, 8° 25′ 8″ O | Schule                   | 1899 errichtetes eingeschossiges, zweiflügeliges Backsteingebäude unter einem Satteldach. Seit 1973 „Ostdeutsche Heimat- und Trachtenstuben“. Das zugehörige Mahnmal wurde an den Pastor-Albers-Weg versetzt worden. | 35749102 | BW   |

### Ehemalige Baudenkmale
| Lage                                            | Bezeichnung              | Beschreibung | ID       | Bild |
| ----------------------------------------------- | ------------------------ | --- | -------- | ---- |
| Amberger Straße 5 52° 48′ 7″ N, 8° 25′ 9″ O     | Wohn-/Wirtschaftsgebäude | 1821 errichtetes Zweiständer-Hallenhaus. 2012 abgebrochen und aus dem Denkmalverzeichnis entfernt. | 35748980 | BW   |
| Einer Straße 4 52° 47′ 52″ N, 8° 25′ 57″ O      | Speicher                 | Fachwerkspeicher. Gebäude beseitigt. 1988 aus dem Denkmalverzeichnis gestrichen. | 35749004 | BW   |
| Hagebuttenstraße 30 52° 48′ 24″ N, 8° 24′ 17″ O | Wohn-/Wirtschaftsgebäude | Fachwerkgebäude. 2015 nach Abbruch aus dem Denkmalverzeichnis entfernt. | 35749028 | BW   |
| Pastor-Albers-Weg 52° 47′ 10″ N, 8° 24′ 17″ O   | Gedenkstätte             | 1984 wurde das Mahnmal „Deutsche Heimat im Osten“ auf dem Gelände der „Ostdeutschen Heimat- und Trachtenstuben“ errichtet. Es handelt sich um sieben im Halbkreis angeordnete Findlingssteine mit den Namen ehemaliger deutscher Ostgebiete. Als die Kinderkrippe Goldenstedt 2017 errichtet wurde, war das Mahnmal von der Wildeshauser Straße an den Pastor-Albers-Weg versetzt worden. Die Gedenkstätte ist vom Landesamt für Denkmalpflege 2015 nicht als Kulturdenkmal anerkannt worden. | 44322328 | BW   |

## Einen

### Einzeldenkmal
| Lage                                      | Bezeichnung | Beschreibung | ID       | Bild |
| ----------------------------------------- | ----------- | --- | -------- | ---- |
| Habichtsweg 2 52° 48′ 19″ N, 8° 27′ 35″ O | Mühle       | 1881 errichtete Johannes Wahls die zweieinhalbgeschossige Dampfmühle (ehemalige Getreidemühle) und Schnapsbrennerei mit einem Drempel und unter einem Satteldach (Niedersächsische Mühlenstraße Nr. 17). | 35749172 | BW   |

## Ellenstedt

### Gruppe: Forsthaus Herrenholz
Die Gruppe „Forsthaus Herrenholz“ ist eine forstliche Hofanlage aus dem 19. Jahrhundert bestehend aus einem herrschaftlichen Landhaus und einer Scheune mit Garten. Die Gruppe hat die ID 35650843.

| Lage                                          | Bezeichnung | Beschreibung | ID       | Bild |
| --------------------------------------------- | ----------- | --- | -------- | ---- |
| Wildapfelweg 4 52° 47′ 57″ N, 8° 22′ 28″ O    | Wohnhaus    | Das 1898 errichtete anderthalbgeschossige verputzte Gebäude mit Mittelrisalit und Drempel und unter einem Walmdach erinnert an eine Villa oder ein Landhaus und diente der Verwaltung des Staatsforst Herrenholz. | 35749249 |      |
| Wildapfelweg 6/6A 52° 47′ 57″ N, 8° 22′ 28″ O | Scheune     | Im 19. Jahrhundert errichtete Fachwerkscheune unter einem Satteldach mit Quereinfahrt. Heute zu Wohnzwecken umgebaut.                                                                                             | 35749277 | BW   |

### Einzeldenkmale
| Lage                                              | Bezeichnung              | Beschreibung | ID       | Bild |
| ------------------------------------------------- | ------------------------ | --- | -------- | ---- |
| Ellenstedter Straße 4 52° 48′ 48″ N, 8° 24′ 34″ O | Kirche                   | 1913 von Heinrich Flügel errichtete neogotische Backsteinkirche als Saalkirche mit Glockenträger auf dem westlichen Giebel. | 35749200 | BW   |
| Schneebeerenweg 2 52° 49′ 6″ N, 8° 24′ 33″ O      | Wohn-/Wirtschaftsgebäude | 1872 errichtetes Zweiständer-Hallenhaus unter einem Satteldach. Heute Restaurant Kathenhof.                                 | 35749225 | BW   |

## Gastrup

### Gruppe: Hofanlage Große Feldhaus
Die Gruppe „Hofanlage Große Feldhaus“ besteht aus mehreren Gebäuden, die im Norden, Süden und Westen von Wald umgeben ist. Das frühere Wohn-/Wirtschaftsgebäude ist nicht mehr vorhanden. Die Gruppe hat die ID 35652122.

| Lage                                       | Bezeichnung | Beschreibung                                                                                | ID       | Bild |
| ------------------------------------------ | ----------- | ------------------------------------------------------------------------------------------- | -------- | ---- |
| Kleegrasweg 3 52° 45′ 48″ N, 8° 24′ 20″ O  | Speicher    | Der Fachwerkspeicher unter einem Satteldach wurde im 18. Jahrhundert errichtet.             | 35749376 | BW   |
| Kleegrasweg 3B 52° 45′ 50″ N, 8° 24′ 28″ O | Scheune     | 1908 errichtete Fachwerkscheune unter einem Satteldach mit einer Längseinfahrt.             | 35750393 | BW   |
| Kleegrasweg 3B 52° 45′ 52″ N, 8° 24′ 26″ O | Scheune     | 1782 errichtete Fachwerkscheune unter einem Satteldach mit Längseinfahrt und Querdurchfahrt | 35750421 | BW   |
| Kleegrasweg 3 52° 45′ 51″ N, 8° 24′ 25″ O  | Stall       | Der frühere Schafstall wurde zum Wohnhaus umgebaut und nicht mehr als Denkmal geführt.      | 35749404 | BW   |

### Einzeldenkmal
| Lage                                              | Bezeichnung | Beschreibung                                                                                   | ID       | Bild |
| ------------------------------------------------- | ----------- | ---------------------------------------------------------------------------------------------- | -------- | ---- |
| Barnstorfer Straße 30 52° 46′ 38″ N, 8° 25′ 47″ O | Speicher    | Im 18. oder zu Beginn des 19. Jahrhunderts errichteter Fachwerkspeicher unter einem Satteldach | 35749305 | BW   |
| Gastruper Straße 2 52° 46′ 38″ N, 8° 25′ 45″ O    | Speicher    | 1634 errichteter Fachwerkspeicher auf einem Feldsteinsockel unter einem Satteldach             | 35749352 | BW   |

### Ehemaliges Baudenkmal
| Lage                                            | Bezeichnung | Beschreibung | ID       | Bild |
| ----------------------------------------------- | ----------- | --- | -------- | ---- |
| Fredelaker Straße 4 52° 46′ 49″ N, 8° 26′ 47″ O | Doppelhaus  | In der ersten Hälfte des 19. Jahrhunderts errichtetes Zweiständer-Hallenhaus für Heuerlinge. 2010 abgebrochen und aus dem Denkmalverzeichnis gestrichen. | 35749327 | BW   |

## Lahr

### Einzeldenkmal
| Lage                                        | Bezeichnung | Beschreibung                                                                        | ID       | Bild |
| ------------------------------------------- | ----------- | ----------------------------------------------------------------------------------- | -------- | ---- |
| Saemannsbrink 2 52° 45′ 33″ N, 8° 27′ 16″ O | Backhaus    | 1835 errichtetes Fachwerkgebäude unter einem Satteldach mit Ladeluke und Ofenanbau. | 35749780 | BW   |

## Lutten

### Gruppe: Hofanlage Oststraße 25
Die Gruppe „Hofanlage Oststraße 25“ (vormals: „Hofanlage Scheele“) in Lutten besteht aus mehreren Gebäuden aus dem 19. Jahrhundert mit einem alten Baumbestand und hat die ID 35650858.

| Lage                                     | Bezeichnung              | Beschreibung | ID       | Bild |
| ---------------------------------------- | ------------------------ | --- | -------- | ---- |
| Oststraße 25 52° 45′ 42″ N, 8° 21′ 41″ O | Wohn-/Wirtschaftsgebäude | 1857 errichtetes Vierständer-Hallenhaus unter einem Satteldach mit Stallanbau.                                  | 35749903 | BW   |
| Oststraße 25 52° 45′ 41″ N, 8° 21′ 41″ O | Stall                    | Um 1900 errichteter Stall aus Backstein unter einem Satteldach                                                  | 35749931 | BW   |
| Oststraße 25 52° 45′ 42″ N, 8° 21′ 40″ O | Scheune                  | 1813 errichtete Fachwerkscheune unter einem Satteldach mit Querdurchfahrt                                       | 35749956 | BW   |
| Oststraße 25 52° 45′ 41″ N, 8° 21′ 43″ O | Scheune                  | Vor 1850 errichtete Fachwerkscheune unter einem Satteldach mit Querdurchfahrt                                   | 35749983 | BW   |
| Oststraße 25 52° 45′ 44″ N, 8° 21′ 39″ O | Baumbestand              | Die alten Eichen, die an der Grundstücksgrenze um 1813 gepflanzt wurde, bilden den alten Baumbestand des Hofes. | 35750598 | BW   |

### Gruppe: St. Jacobus Lutten
Die Gruppe „St. Jacobus Lutten“ ist eine erweiterte katholische Kirchanlage aus dem 19. Jahrhundert an der Stelle eines mittelalterlichen Vorgängers und hat die ID 35650888.

| Lage                                       | Bezeichnung | Beschreibung | ID       | Bild           |
| ------------------------------------------ | ----------- | --- | -------- | -------------- |
| Große Straße 9 52° 45′ 42″ N, 8° 20′ 39″ O | Kirche      | Die auf den Entwürfen von Franz Xaver Lütz 1877 bis 1879 errichtete Saalkirche St. Jacobus Lutten mit Westturm ersetzte eine mittelalterliche Kirche. Einige Ausstattungsgegenstände, wie Figuren und Taufstein, entstammen der Vorgängerkirche. | 35749851 | Weitere Bilder |
| Große Straße 9 52° 45′ 42″ N, 8° 20′ 38″ O | Kirchhof    | Der gestaltete Kirchhof zeigt einen alten Eichenbestand. | 35750501 | BW             |
| Große Straße 9 52° 45′ 42″ N, 8° 20′ 41″ O | Hochkreuz   | Steinkreuz mit Christus auf einem Sandsteinsockel mit Inschrift „Es ist vollbracht!“ | 35749826 | BW             |
| Große Straße 9 52° 45′ 42″ N, 8° 20′ 41″ O | Baumbestand | Der alte geschützte Baumbestand umgibt das Hochkreuz | 35750552 | BW             |

### Einzeldenkmale
| Lage                                           | Bezeichnung              | Beschreibung | ID       | Bild |
| ---------------------------------------------- | ------------------------ | --- | -------- | ---- |
| Große Straße 7 52° 45′ 46″ N, 8° 20′ 36″ O     | Kriegerdenkmal           | Für die Gefallenen des Ersten und des Zweiten Weltkriegs errichtetes Mahnmal mit Goldmosaikikone.                                                                      | 35749805 | BW   |
| Große Straße 22 52° 45′ 38″ N, 8° 20′ 35″ O    | Wohn-/Wirtschaftsgebäude | Im ausgehenden 19. Jahrhundert errichtetes eingeschossiges Backsteingebäude unter einem Satteldach.                                                                    | 38878125 | BW   |
| Kapellenweg 52° 45′ 48″ N, 8° 20′ 58″ O        | Wegekapelle              | 1899 errichtete Wegekapelle aus Backstein unter einem Satteldach mit Marienstatue                                                                                      | 35749879 | BW   |
| Oststraße 35 52° 45′ 37″ N, 8° 22′ 3″ O        | Wohn-/Wirtschaftsgebäude | Anfang des 19. Jahrhunderts errichtetes Zweiständer-Hallenhaus unter einem Satteldach                                                                                  | 35750008 | BW   |
| Timpner Straße 32 52° 45′ 49″ N, 8° 21′ 42″ O  | Backhaus                 | Das eingeschossige Fachwerkgebäude mit Backsteinausfachungen unter einem Satteldach wurde im 18. Jahrhundert (möglicherweise auch Anfang des 19. Jahrhunderts) erbaut. | 35750080 | BW   |
| Vechtaer Straße 88 52° 45′ 31″ N, 8° 21′ 37″ O | Wohn-/Wirtschaftsgebäude | 1820 errichtetes Zweiständer-Hallenhaus unter einem Satteldach mit jüngerem Stallanbau unter einem Satteldach                                                          | 35750055 | BW   |
| Visbeker Straße 52° 46′ 1″ N, 8° 20′ 34″ O     | Kapelle                  | 1912 errichtete als Saalbau errichtete Fronleichnamskapelle mit hohem Dachreiter aus Holz                                                                              | 35750030 | BW   |
| Weinbergstraße 5 52° 44′ 57″ N, 8° 21′ 38″ O   | Schule                   | 1905 errichtete eingeschossige Schule unter einem Satteldach mit angeschlossenem Toilettengebäude. 1935 wurde die Schule erweitert und 1974/1975 geschlossen.          | 49490704 | BW   |

## Varenesch

### Einzeldenkmale
| Lage                                             | Bezeichnung              | Beschreibung | ID       | Bild |
| ------------------------------------------------ | ------------------------ | --- | -------- | ---- |
| Barnstorfer Straße 52° 45′ 43″ N, 8° 26′ 15″ O   | Kriegerdenkmal           | 1922 für die Gefallenen des Ersten Weltkrieges errichtete Gedenkstätte, erweitert nach dem Zweiten Weltkrieg für die Gefallenen von 1939 bis 1945. | 35750103 | BW   |
| Fredelaker Straße 7 52° 46′ 29″ N, 8° 26′ 52″ O  | Scheune                  | Laut Inschrift 1651 errichtete Fachwerkscheune unter einem Satteldach mit Quereinfahrt.                                                            | 35750127 | BW   |
| Fredelaker Straße 12 52° 46′ 36″ N, 8° 26′ 57″ O | Wohn-/Wirtschaftsgebäude | 1819 errichtetes Zweiständer-Hallenhaus unter einem Satteldach.                                                                                    | 35750152 | BW   |
| Kamillenweg 1 52° 45′ 49″ N, 8° 26′ 8″ O         | Speicher                 | Angeblich 1685 errichtetes Fachwerkgebäude unter einem Satteldach. Im Inneren sind die Kopfbänder und die Treppe erhalten.                         | 35750178 | BW   |
| Kamillenweg 3 52° 45′ 51″ N, 8° 26′ 4″ O         | Speicher                 | 1866 errichtetes zweigeschossiges Backsteingebäude.                                                                                                | 35750203 | BW   |
| Landmannsweg 1 52° 45′ 36″ N, 8° 26′ 15″ O       | Speicher                 | 1839 errichtetes Fachwerkgebäude unter einem Satteldach. 1994 auf de Hofstelle umgesetzt.                                                          | 35750252 | BW   |
| Zu den Teichen 6 52° 45′ 48″ N, 8° 26′ 31″ O     | Backhaus                 | 1634 errichtetes Fachwerkgebäude mit Kübbung nach Süden.                                                                                           | 35750277 | BW   |
| Zu den Teichen 10 52° 45′ 49″ N, 8° 26′ 44″ O    | Backhaus                 | Im 17. Jahrhundert errichtetes Fachwerkgebäude unter einem Satteldach                                                                              | 35750301 | BW   |

### Ehemalige Baudenkmale
| Lage                                       | Bezeichnung              | Beschreibung | ID       | Bild |
| ------------------------------------------ | ------------------------ | --- | -------- | ---- |
| Fenchelweg 3 52° 45′ 25″ N, 8° 25′ 14″ O   | Wohn-/Wirtschaftsgebäude | Zweiständer-Hallenhaus unter einem Satteldach. Wegen starker Veränderungen 1994 nicht mehr im Denkmalverzeichnis geführt.   | 35750323 | BW   |
| Landmannsweg 1 52° 45′ 37″ N, 8° 26′ 16″ O | Wohn-/Wirtschaftsgebäude | 1863 bzw. 1883 errichtetes Zweiständer-Hallenhaus. Am 30. August 1990 abgebrannt und aus dem Denkmalverzeichnis gestrichen. | 35750227 | BW   |